# Evropa realitní kancelář
EVROPA realitní kancelář s.r.o. je česká realitní kancelář bez zahraničního či úvěrového kapitálu. Firmu založil český podnikatel Michal Macek. Na českém trhu působí firma od roku 1997, kdy začala fungovat s několika zaměstnanci. V roce 2014 měla 32 poboček v České a Slovenské republice a čítá přes 300 zaměstnanců.

## Vznik
Zakladatel Michal Macek jako svoji motivaci k podnikání uvedl, že v 90. letech, když se stěhoval, se sám stal obětí neprofesionality makléřů. Podnikání v oboru prodeje a pronájmu nemovitostí se věnuje od roku 1997, kdy založil franšízovou firmu EVROPA realitní kancelář, jejímž byl jediným společníkem.
Původně firma začínala ve dvou lidech. Prvním prodaným bytem byl 3 + 1 v panelovém domě na Proseku s cenou do jednoho milionu korun. Realitní kancelář byt prodala do dvou měsíců. Společnost původně zakládal jako rodinnou firmu.

## Historie
- 1997 – založení realitní kanceláře
- 1999 – transformace na obchodní společnost
- 2007 – rozšíření územní působnosti do regionů ČR[9]
- 2012 – expanze na Slovensko[10]
- 2013 – založení evropské akciové společnosti EUROPE real estate agency S.E.

## Působení v ČR a na Slovensku
Pobočky realitní kanceláře dnes rovnoměrně pokrývají celou Českou republiku a jejich počet stále roste. V roce 2012 měla zakázky v řádu deseti miliard korun[zdroj⁠?!] a byla zahájena zahraniční expanze společnosti na Slovensko. Rozšíření aktivit bude dále pokračovat v rámci zemí střední a východní Evropy.

## Velikost firmy
V současnosti má firma 32 poboček, přes 300 zaměstnanců a obrat společnosti se každé dva roky navyšuje o 30 %. Nárůst podle Michala Macka ovlivnil počet poboček.

## Členství v organizacích
Kancelář je řádným členem Asociace realitních kanceláří ČR a České asociace franchisingu (ČAF).